# Ceibas
Ceibas est une localité rurale argentine située dans le département d'Islas del Ibicuy, dans la province d'Entre Ríos.

## Statut de municipalité
La zone urbaine de Ceibas a été élargie par le décret 5004/1986 MHEOP du 23 octobre 1986 et par le décret 5921/1989 MGJOSP du 11 décembre 1989,.
Le 2 décembre 1987, la loi 7994 a été adoptée, approuvant le recensement effectué dans le centre de population rurale de Ceibas (1 614 habitants) sans préciser son ejido, et la création de la municipalité a été ordonnée par le décret no 8053/1987 MGJE du 9 décembre 1987. Mais le nouveau gouvernement qui a pris ses fonctions le lendemain n'a pas publié la loi et le 6 janvier 1988, elle a été abrogée par la loi 8055. Le décret de création a été annulé par le décret no 428/1987 MGJE le 30 décembre 1987. Le 20 janvier 1988, de nouvelles autorités ont été nommées au conseil d'administration par le décret no 233/1988 MGJE.
Le 6 mai 1999, le décret no 2187/1999 MGJE a créé la municipalité de deuxième catégorie de Ceibas, avant que le pouvoir législatif n'adopte la loi no 9248 le 10 mai 2000 (promulguée le 15 mai 2000), qui a approuvé le recensement et l'ejido de la nouvelle municipalité. Le 3 juin 1999, Roberto Alejandro Olano a été nommé commissaire responsable de la nouvelle municipalité par le décret no 2722/1999 MGJE.
Le 10 décembre 2011, les deux catégories de municipalités d'Entre Ríos ont cessé d'exister et une seule catégorie a été établie, ce qui signifie que Ceibas n'a plus de Junta de Fomento et dispose d'un président municipal et d'un conseil délibératif de 7 membres.

## Religion
| Diocèse  | Gualeguaychú        |
| -------- | ------------------- |
| Paroisse | San Miguel Arcángel |